# Shaak Ti
Shaak Ti egy togruta származású jedi mester. Yaddle helyére került a Jedi Tanácsba. A Klónháborúkban – ugyanúgy, mint a legtöbb jedi mester, klónharcosokat vezetett csatába különböző bolygókon. A Makashi vívóstílus mestere. A klónháborúk során megölték.

## Élete
Eltérő volt más fajú személyektől és magányos is volt. Két tanítványa volt és mind a kettő meghalt. Az egyik tanítványa, Fe Sun volt. Ő a zeltron származású Lyshaa kezeitől halt meg. Ti mester egy nagyon fortélyos harcos volt. Ott volt a geonosisi csatában, ahol nagyon sok jedi meghalt. Ő szerencsére meg tudott menekülni ebből a csatából.
Shaak Ti is egy olyan jedi volt, akiből tábornok lett. Klón osztagosokat vezetett, sőt, a KLónok háborúja c. animációs sorozat szerint, a kiképzésüket felügyelte (a kiképzést fejvadászok irányították). Együtt dolgozott Lama Su-val. Harcolt a kaminoi csatában. Ő harcolt először az ARC klón osztagosok oldalán.
Szembeszállt a Hypori bolygón Grievous tábornokkal. Ekkor együtt volt Ki-Adi-Mundival, Aayla Securával, K'Kruhk-kal, Daakman Barek-kel, Tarr Seirr-rel és Sha'a Gi-vel. Megmenekült a Grievous tábornok elleni harcból is. Öt hónappal később Ti mester Shon Kon Ray-al vezetett csatát a Brentaal IV-re. Ebben a csatában győzött a Köztársaság. Shaak Ti megölte Shogar Tok-ot, egy szeparatista vezetőt. Ezt a csatát a szeparatisták nagyon megszenvedték. Később elismerést kapott Palpatine-tól, Mace Windu-tól és Plo Koon-tól a sikeres Ando-i küldetés miatt. Benne volt abban a 82 jediben, akik Asajj Ventress-re vadásztak. Shaak Ti fogoly lett, a szeparatisták elfogták őt. De kiszabadult a Metalorn-on. Innen klóncsapatok mentették meg Bail Organa vezetésével. Ti hálás volt Organa szenátornak.
A klónháborúk vége felé információkat gyűjtött Darth Sidious-ról és kiképzett egy klón osztagot Mace Winduval. Amikor a szeparatisták megtámadták a Coruscantot, nagyon sok Magna Guard-dal megküzdött. Ő volt Palpatine testőre is. Coruscant csatájában Stass Allie-vel menekítették Palpatine kancellárt. Shaak Tit Grievous végezte ki egy fénykarddal; miután foglyul ejtették; ez a jelenet eredetileg szerepelt volna a filmben ám végül kitörölték, így Shaak Ti nem szerepelt a III. részben.